# Jaramilloa
Jaramilloa, rod glavočika iz podtribusa Oxylobinae, dio tribusa Eupatorieae. Postoje 2 vrste, obje južnoamerički endemi iz Kolumbije

## Opis
Rod Jaramilloa uključuje 2 drvenaste vrste iz Kolumbije. Rod je karakterističan po svom habitusu, dugim peteljkama i nasuprotnim listovima, velikim dodacima prašnika, golim bazama, 5-rebrastim cipselama i papusu s brojnim čekinjama.

## Vrste
1. Jaramilloa hylibates (B.L.Rob.) R.M.King & H.Rob.
2. Jaramilloa sanctae-martae R.M.King & H.Rob.

## Sinonimi
Nema.